# Eddy Verstraeten
Eddy Verstraeten (Lovaina, 15 de setembre de 1948 - Booischot, 7 de desembre de 2005) va ser un ciclista belga, que fou professional entre 1970 i 1981. Durant la seva carrera esportiva aconseguí més de 30 victòries, sent el seu principal èxit una victòria d'etapa al Tour de França de 1973.

## Palmarès
- 1970
  - Vencedor de 2 etapes a la Volta a Bèlgica amateur
- 1973
  - Vencedor d'una etapa al Tour de França
- 1975
  - 1r al Gran Premi Pino Cerami
- 1976
  - 1r al Circuit de Waasland
  - 1r al Gran Premi Gran Premi 1r de maig d'Hoboken
- 1978
  - 1r al Tour del Nord-oest
- 1979
  - 1r del Premi d'Heist-op-den-Berg
  - Vencedor d'una etapa de la Volta a Bèlgica

### Resultats al Tour de França
- 1972. 67è de la classificació general
- 1973. Abandona (8a etapa). Vencedor d'una etapa
- 1981. 108è de la classificació general